# Mariano González
Pour les articles homonymes, voir Gonzalez.
Mariano González est un joueur argentin de football né le 5 mai 1981 à Tandil.

## Biographie
Jeune milieu de terrain argentin acheté par Palerme, González est repéré par l'Inter en 2006. Il est prêté au club milanais lors de la saison 2006-2007 avant d'être transféré au FC Porto.

## Carrière
| Période   | Club        | Pays      | Matchs | Buts |
| 2002      | Racing Club | Argentine | 15     | 3    |
| 2003      | Racing Club | Argentine | 32     | 7    |
| 2004      | Racing Club | Argentine | 16     | 5    |
| 2004-2005 | US Palerme  | Italie    | 21     | 2    |
| 2005-2006 | US Palerme  | Italie    | 30     | 2    |
| 2006-2007 | Inter Milan | Italie    | 14     | 0    |
| 2007-2008 | FC Porto    | Portugal  | 21     | 2    |
| 2008-2009 | FC Porto    | Portugal  | 24     | 4    |
| 2011      | Estudiantes | Argentine | 29     | 2    |

## Statistiques
- 9 sélections en équipe d'Argentine
- 1 but en 21 matchs de C1
- 1 but en 9 matchs de C3

## Palmarès
- Champion du Portugal en 2008, 2009 et 2011 avec le FC Porto
- Vainqueur de la Coupe du Portugal en 2009 et 2010 avec le FC Porto
- Champion d'Italie en 2007 avec l'Inter
- Champion Olympique en 2004 avec l'Argentine